# ブルース・チャトウィン
チャールズ・ブルース・チャトウィン（Charles Bruce Chatwin, 1940年5月13日 - 1989年1月18日）は、イギリスの作家。
シェフィールド生まれ。サザビーズに勤めたのち、エジンバラ大学で考古学を学び、新聞社の特派員をへて作家活動に入る。
南米、西アフリカ、オーストラリア、プラハなど世界各地を舞台に小説を発表。第1作『パタゴニア』はイギリスのホーソンデン賞、E・M・フォースター米国芸術文学アカデミー賞などを受賞、ニューヨーク・タイムズ・ブックレヴュー最優秀書籍に選ばれる。

## 主な著作

### 長篇
- In Patagonia (1977年)

『パタゴニア』 芹沢高志・芹沢真理子訳、めるくまーる、1990年
改訂版『パタゴニア』 芹沢真理子訳、めるくまーる、1998年
改訳版『世界文学全集Ⅱ-08　パタゴニア』 芹沢真理子訳、池澤夏樹＝個人編集 河出書房新社、2009年
新版『パタゴニア』 芹沢真理子訳、河出文庫、2017年　
- The Viceroy of Ouidah (1980年)

『ウィダの総督』 芹沢高志・芹沢真理子訳、めるくまーる、1989年
『ウイダーの副王』 旦敬介訳、みすず書房、2015年
- On The Black Hill (1980年)

『黒ヶ丘の上で』 栩木伸明訳、みすず書房、2014年
- Patagonia Revisited （1986年）

ポール・セルーとの共著『パタゴニアふたたび』 池田栄一訳、白水社、1993年、新版2015年　
- The Songlines (1987年)

『ソングライン』 芹沢真理子訳、めるくまーる、1994年
『ソングライン』 北田絵里子訳、石川直樹 解説、英治出版、2009年
- Utz (1988年)

『ウッツ男爵』 池内紀訳、文藝春秋、1993年、白水Uブックス、2014年

### 短篇集
- What Am I Doing Here? (1989年)

『どうして僕はこんなところに』 池央耿・神保睦訳、角川書店、1999年、角川文庫、2012年

### 伝記
- ニコラス・シェイクスピア『ブルース・チャトウィン』池央耿訳、KADOKAWA、2020年

## 映像化作品
- Cobra Verde （1987年）『コブラ・ヴェルデ』ヴェルナー・ヘルツォーク監督, The Viceroy of Ouidahを原作とした映画
- Utz （1994年）『マイセン幻影』ジョルジュ・シュルイツァー監督, ウッツ男爵を原作とした映画